# Saison 2013-2014 du Club africain
 (juillet 2025).
Motif : Absence de sources secondaires centrées
- Archive Wikiwix
- Bing
- Cairn
- DuckDuckGo
- E. Universalis
- Gallica
- Google
- G. Books
- G. News
- G. Scholar
- Persée
- Qwant
- (zh) Baidu
- (ru) Yandex
- (wd) trouver des œuvres sur Wikidata

| 1. | Préciser le motif de la pose du bandeau. | Précisez le motif de la pose du bandeau en utilisant la syntaxe suivante : {{admissibilité à vérifier\|date=juillet 2025\|motif=remplacez ce texte par le motif}}                                      |
| 2. | Informer les utilisateurs concernés.     | Pensez à avertir le créateur de l'article, par exemple, en insérant le code ci-dessous sur sa page de discussion : {{subst:avertissement admissibilité à vérifier\|Saison 2013-2014 du Club africain}} |

 (juillet 2023).
Si vous disposez d'ouvrages ou d'articles de référence ou si vous connaissez des sites web de qualité traitant du thème abordé ici, merci de compléter l'article en donnant les références utiles à sa vérifiabilité et en les liant à la section « Notes et références ».
Maillots
Dernière mise à jour : 13 mai 2014.
Chronologie
Saison précédente Saison suivante
La saison 2013-2014 du Club africain est la 59e saison consécutive du club dans l'élite. Le club tentera également de s'imposer à nouveau en coupe de Tunisie.

## Transferts

### Mercato d'été
| Type                   | Joueur              | Ancien/Nouveau club         |
| Transfert              | Slim Rebaï          | Club sportif sfaxien (L1)   |
| Transfert              | Khaled Korbi        | Al-Wakrah SC (QSL)          |
| Transfert              | Amine Haj Saïd      | ES Hammam Sousse (L2)       |
| Transfert              | Malick Touré        | Djoliba AC (L1)             |
| Transfert              | Matt Moussilou      | Lausanne-Sport (RSL)        |
| Transfert              | Seidu Salifu        | Wa All Stars (PL)           |
| Transfert              | Francis Narh (en)   | Tema Youth (PL)             |
| Transfert              | Derrick Mensah (en) | Tema Youth (PL)             |
| Transfert              | Prince Tagoe        | Bursaspor (Süper Lig)       |
| Transfert              | Walid Dhaouadi      | CS Hammam Lif (L1)          |
| Transfert              | Zied Ziadi          |                             |
| Transfert              | Nafaa Jebali        |                             |
| Fin de contrat         | Sami Nefzi          |                             |
| Fin de contrat         | Khaled Lemmouchia   |                             |
| Fin de contrat         | Sadok Kraiem        |                             |
| Fin de contrat         | Aymen Derouiche     |                             |
| Résiliation de contrat | Khaled Souissi      |                             |
| Résiliation de contrat | Abdelkarim Nafti    | Valletta Football Club (L1) |
| Résiliation de contrat | Chaker Rguiî        |                             |
| Résiliation de contrat | Mehdi Ressaissi     |                             |
| Résiliation de contrat | Wajdi Jabbari       |                             |
| Résiliation de contrat | Skander Cheikh      |                             |

### Mercato d'hiver
| Type                   | Joueur             | Ancien/Nouveau club |
| Transfert              | Ézéchiel Ndouassel |                     |
| Résiliation de contrat | Prince Tagoe       |                     |
| Résiliation de contrat | Francis Narh       |                     |
| Résiliation de contrat | Derrick Mensah     |                     |
| Résiliation de contrat | Jodel Dossou       |                     |
| Prêt                   | Walid Dhaouadi     |                     |

## Entraîneurs
Les entraîneurs du Club africain durant la saison 2013-2014 sont Adrie Koster du 20 juin 2013 au 14 janvier 2014, puis Landry Chauvin jusqu'au 24 février 2014.

## Matchs officiels

### Championnat de Tunisie
| Rang | Équipe                           | Pts | J  | G  | N  | P  | Bp | Bc | Diff |
| ---- | -------------------------------- | --- | -- | -- | -- | -- | -- | -- | ---- |
| 1    | Espérance sportive de Tunis (VC) | 66  | 30 | 19 | 9  | 2  | 48 | 15 | +33  |
| 2    | Club sportif sfaxien (T)         | 57  | 30 | 17 | 6  | 7  | 36 | 20 | +16  |
| 3    | Étoile sportive du Sahel         | 56  | 30 | 15 | 11 | 4  | 36 | 15 | +21  |
| 4    | Club africain                    | 54  | 30 | 15 | 9  | 6  | 29 | 20 | +9   |
| 5    | Avenir sportif de La Marsa       | 42  | 30 | 12 | 6  | 12 | 28 | 27 | +1   |
| 6    | Club athlétique bizertin (C)     | 41  | 30 | 9  | 14 | 7  | 29 | 20 | +9   |
| 7    | Stade gabésien                   | 40  | 30 | 9  | 13 | 8  | 27 | 23 | +4   |
| 8    | Jeunesse sportive kairouanaise   | 35  | 30 | 8  | 11 | 11 | 26 | 25 | +1   |
| 9    | Étoile sportive de Métlaoui (P)  | 35  | 30 | 7  | 14 | 9  | 21 | 26 | -5   |
| 10   | Union sportive monastirienne     | 34  | 30 | 9  | 7  | 14 | 28 | 32 | -4   |
| 11   | Club sportif de Hammam Lif       | 34  | 30 | 9  | 7  | 14 | 20 | 32 | -12  |
| 12   | El Gawafel sportives de Gafsa    | 34  | 30 | 9  | 7  | 14 | 25 | 39 | -14  |
| 13   | Stade tunisien                   | 32  | 30 | 9  | 5  | 16 | 19 | 33 | -14  |
| 14   | Olympique de Béja                | 29  | 30 | 5  | 14 | 11 | 22 | 32 | -10  |
| 15   | La Palme sportive de Tozeur (P)  | 29  | 30 | 6  | 11 | 13 | 23 | 35 | -12  |
| 16   | Grombalia Sports (P)             | 26  | 30 | 6  | 8  | 16 | 23 | 46 | -23  |

## Meilleurs buteurs
| Rang | Nom                  | Ligue 1 | Coupe de Tunisie | Total |
| ---- | -------------------- | ------- | ---------------- | ----- |
| 1    | Zouhaier Dhaouadi    | 7       | 0                | 7     |
| 2    | Ézéchiel Ndouassel   | 3       | 0                | 3     |
| 2    | Mohamed Ali Yaakoubi | 3       | 0                | 3     |
| 3    | Abdelmoumene Djabou  | 3       | 0                | 3     |
| 3    | Mourad Hedhli        | 2       | 0                | 2     |
| 3    | Matt Moussilou       | 2       | 0                | 2     |
| 4    | Bilel Ifa            | 2       | 0                | 2     |
| 4    | Azer Ghali           | 1       | 1                | 2     |
| 4    | Seif Teka            | 1       | 0                | 1     |
| 4    | Achraf Zitouni       | 1       | 0                | 1     |
| 4    | Hatten Baratli       | 1       | 0                | 1     |
| 4    | Hamza Agrebi         | 1       | 1                | 2     |
| 4    | Mehdi Ouedherefi     | 1       | 0                | 1     |
| 4    | Chiheb Jbeli         | 1       | 0                | 1     |

## Meilleurs passeurs
| Rang | Nom                 | Ligue 1 | Coupe de Tunisie | Total |
| ---- | ------------------- | ------- | ---------------- | ----- |
| 1    | Abdelmoumene Djabou | 5       | 0                | 5     |
| 2    | Zouhaier Dhaouadi   | 4       | 1                | 5     |
| 2    | Khaled Korbi        | 2       | 0                | 2     |
| 2    | Mourad Hedhli       | 1       | 0                | 1     |
| 2    | Francis Narh        | 1       | 0                | 1     |
| 2    | Achraf Zitouni      | 1       | 0                | 1     |
| 4    | Azer Ghali          | 1       | 0                | 1     |
| 4    | Oussama Haddadi     | 1       | 0                | 1     |
| 4    | Ahmed Jameleddine   | 1       | 0                | 1     |